# Jester (Marvel Comics)
Jester è il nome di alcuni criminali dei fumetti firmati Marvel Comics. Il più famoso di essi è Jonathan Powers, creato da Stan Lee (testi) e Gene Colan (disegni), la cui prima apparizione avvenne in Daredevil (prima serie) n. 42.

## Biografia del personaggio
Jonathan Powers tentò con tutte le sue forze di diventare il miglior attore al mondo, studiando persino la scherma, le arti ginniche e altre discipline. Ma quando capi che il pubblico continuava a ridere di lui, decise di vendicarsi diventando l'inquieto Jester.
Divenne nemico giurato di Devil, l'uomo senza paura, utilizzando giocattoli modificati in modo da renderli letali, come ad esempio degli yoyo affilati o pupazzi esplosivi. Nel loro primo incontro, Jester era stato assunto dal candidato sindaco Richard Raleigh per uccidere Foggy Nelson, ma prese per ostaggio Matt Murdock (alter ego di Devil), che lo sconfisse. Successivamente, elaborò un piano per far credere che lo stesso eroe avesse ucciso Jonathan Powers, ma fallì anche in questo caso.
Negli anni successivi si è alleato con altri criminali, come Mr. Hyde ed il Gladiatore, ed ha combattuto personaggi come Moon Knight, senza raccogliere grandi successi. Durante un altro scontro con Devil, Powers si fece possedere da un demone, migliorando la sua forza fisica. Quando il demone lo lasciò, Jester finì in coma.

### Civil War
Durante la Civil War, un altro Jester (Jody Putt) entra a far parte dei Thunderbolts, favorevoli alla registrazione. Viene inviato, assieme a Jack Lanterna, a catturare l'Uomo Ragno, passato allo schieramento contrario. I due riescono a tenergli testa, ma vengono poi raggiunti ed uccisi dal Punitore.

## Curiosità
Nelle intenzioni della Marvel Jester avrebbe dovuto essere il corrispettivo del Joker, di cui ricalcava il ruolo del pagliaccio - criminale (questo spiega il costume da buffone e l'uso di giocattoli mortali), ma lo scarso successo di pubblico ottenuto lo fece finire per anni nel "dimenticatoio".